# Wagneriana transitoria
Wagneriana transitoria là một loài nhện trong họ Araneidae.
Loài này thuộc chi Wagneriana. Wagneriana transitoria được Carl Ludwig Koch miêu tả năm 1839.